# Charlie Benante
Charlie Benante é um músico e compositor americano, conhecido como baterista da banda de heavy metal Anthrax. Também tocou na polêmica banda de crossover thrash, Stormtroopers of Death. O músico é conhecido por seu modo
de tocar, com uma rapidez incrível nos dois bumbos de sua bateria. Charlie toca guitarra e percussão além da bateria, sendo que no primeiro álbum do S.O.D. Speak English or Die toca o solo da faixa "United Forces", Além de músico ele criou algumas capas
da banda e desenhou camisetas. É um dos mais rápidos bateristas do thrash metal e alguns o creditam, ao lado de Dave Lombardo, como um dos melhores e mais técnicos bateristas do metal.
Ficou em 12° lugar na lista dos "50 melhores bateristas de hard rock e metal de todos os tempos" do site Loudwire.

## Carreira
Charlie entrou no Anthrax em 1983 quando a banda procurava por um baterista mais técnico para substituir Greg D'Angelo para a gravação do álbum Fistful of Metal, e é até hoje membro da banda.
Em julho de 2022 juntou-se aos Pantera para substituir o entretanto defunto Vinnie Paul, fundador da banda e amigo.

## Vida pessoal
Charlie é tio do baixista do Anthrax, Frank Bello, cuja mãe é sua irmã mais velha.
Em janeiro de 2006, sua esposa deu à luz uma menina chamada "Mia". É padrasto de "Gregory", filho de sua
esposa de outro relacionamento.

## Discografia

### Anthrax
- Fistful of Metal (1984)
- Armed and Dangerous (EP) (1985)
- Spreading The Disease (1985)
- Among The Living (1987)
- I'm The Man (EP) (1987)
- State of Euphoria (1988)
- Penikufesin (EP) (1989)
- Persistence of Time (1990)
- Sound of White Noise (1993)
- The Island Years (1994)
- Stomp 442 (1995)
- Volume 8: The Threat is Real (1998)
- We've Come for You All (2003)
- Music of Mass Destruction (2004)
- The Greater of Two Evils (2004)
- Alive 2 (2005)
- Worship Music (2011)
- Anthems (EP) (2013)

### S.O.D.
- Speak English Or Die (1985)
- Live At Budokan (1992)
- Bigger Than the Devil (1992)
- Rise of the Infidels - Megaforce Records (2007)